# Amaurobius cretaensis
Amaurobius cretaensis là một loài nhện trong họ Amaurobiidae.
Loài này thuộc chi Amaurobius. Amaurobius cretaensis được Jörg Wunderlich miêu tả năm 1995.